# Lieue
La lieue (du latin leuca ou leuga emprunté au gaulois) est une unité de longueur, de définition très variable, anciennement utilisée en Europe et en Amérique. La seule unité encore en cours, la lieue marine valant trois milles marins, reste peu utilisée.
La lieue métrique française vaut exactement 4 km ; la lieue terrestre ou lieue commune de France vaut 1/25 de degré de l'ellipse méridienne terrestre, soit exactement 4,445 3 m ; la lieue marine vaut 1/20 de degré de l'ellipse méridienne  terrestre, soit 3 milles marins ou exactement 5,556 6 m.

## Étymologie
Leuca est attesté sous la forme au pluriel leucas (chez Saint-Jérôme, puis également Leuquas ou leunas ; leuca (chez Jornandès), ainsi que chez Ammien Marcellin.
Lieue résulte de l'évolution régulière du  latin leuca ou leuga, terme d'origine gauloise selon les auteurs latins. Même si son étymologie est pré-latine, son caractère proprement celtique se révèle incertain étant donné l'absence de cognats dans les langues celtiques insulaires,, bien qu'il reste possible.

## Antiquité
La lieue (leuga ou leuca) est à l'origine une unité de mesure utilisée dans les trois Gaules et les provinces de Germanie, sous l'empire Romain. Selon des sources de la fin du IVe siècle et du VIe siècle, sa valeur est de un mille romain et demi, soit environ 2 222 m. Cependant l'analyse des relevés topographiques et des bornes milliaires laisse penser qu'une autre lieue plus grande, entre 2 400 m et 2 500 m, aurait été utilisée, qui aurait été l'héritière d'une lieue gauloise préromaine. 
Sous la domination romaine, deux mesures sont utilisées : le mille dans la province romaine ; et la lieue au-delà de Lyon. Sur les bornes milliaires, la distinction est indiquée avec, précédant le chiffre du nombre de lieues, soit un « M » pour les milles, soit un « L » pour les lieues. Arcisse de Caumont précise par ailleurs que la lieue gauloise est « désignée tantôt sous le nom de lieue, tantôt sous celui de mille, et que souvent le mot millia n'indique point des milles romaines, mais des lieues gauloises, lorsqu'il s'applique à la partie des Gaules où cette mesure était usitée ».

## Lieue par pays

### France

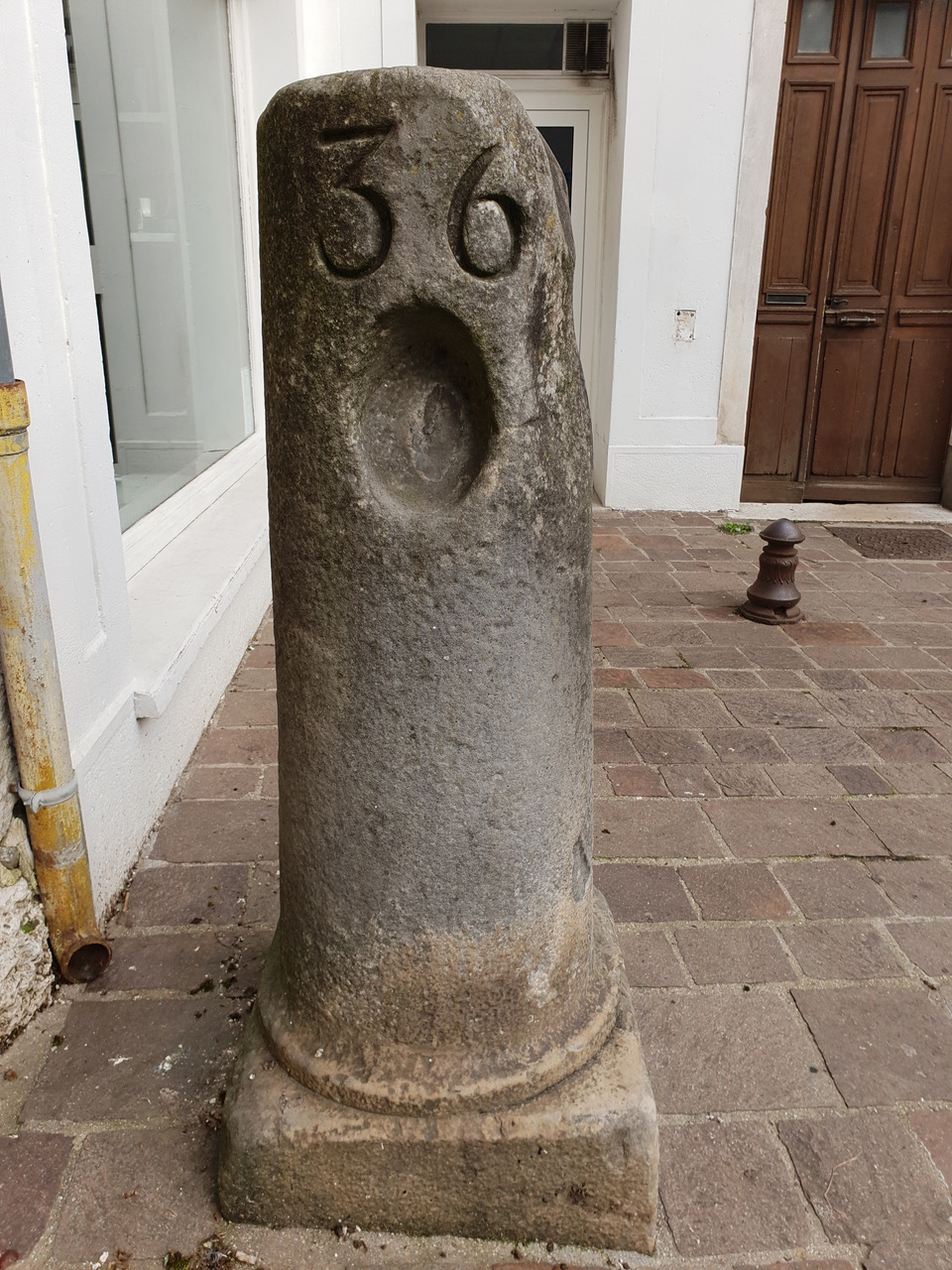
Borne d'Ancien Régime affiche 36 demi-lieues (entre Moret-sur-Loing et Paris) soit environ 75 km

Il y a plusieurs définitions de la lieue comme unité de mesure sous l'Ancien Régime :
| • l'ancienne lieue de Paris    | (avant 1674) | 10 000 pieds | = 3,248 km |
| • la (nouvelle) lieue de Paris | (1674-1793)  | 2 000 toises | = 3,898 km |
| • la lieue des Postes          | (1737-1793)  | 2 200 toises | = 4,288 km |
| • la lieue tarifaire           | (1737-1793)  | 2 400 toises | = 4,678 km |

Selon le Grand Vocabulaire français de 1768, d'autres lieues ont eu cours en France avant la Révolution française.
- Les lieues communes de France sont de 2282 toises & de 25 au degré, plus 15 toises[n 3] ;
- Les lieues de Paris, de Sologne, de Touraine, de 2 000 toises, sont de 28 ¼ au degré[n 4] ;
- Les lieues de Beauce, de Gâtinais, contenant 1 700 toises, & sont de 34 au degré[n 5] ;
- Les lieues de Bretagne, d'Anjou comprennent 2 300 toises, et sont de 24 ¾ au degré[n 6] ;
- Les lieues de Normandie, de Champagne, sont de 25 au degré[n 7] ;
- Les lieues de Picardie contiennent 2 250 toises, et sont de 25 au degré, plus 810 toises[n 8] ;
- Les lieues d'Artois sont de 28 au degré[n 9] ;
- Les lieues du Maine, du Perche, du Poitou, sont de 24 au degré[n 10] ;
- Les lieues du Berry sont de 26 au degré moins un onzième[n 11] ;
- Les lieues de Bourbonnais sont de 23 au degré[n 12] ;
- Les lieues du Lyonnais contiennent 2 450 toises, et sont de 23 au degré, plus 710 toises[n 13] ;
- Les lieues de Bourgogne sont de 21 & ½ au degré[n 14] ;
- Les lieues de Gascogne & de Provence contiennent 3 000 toises, et sont de 19 au degré ; voilà nos plus grandes lieues[n 15],[12].

On trouvait également une lieue de marche « extrêmement variable » , correspondant à une distance parcourue en une heure.
On trouve aussi, plus récemment, les valeurs suivantes :
- La lieue métrique vaut exactement 4 km ;
- La lieue terrestre ou lieue commune de France vaut 1/25 de degré du périmètre terrestre, soit exactement 4,444 8 km[n 2] ;
- La lieue marine vaut 1/20 de degré du périmètre terrestre, soit 3 milles marins ou exactement 5,556 km[n 2].

### Belgique
- La lieue métrique belge vaut exactement 5 km.

### Suisse
- La Stunden von Bern, à partir de la révision des poids et mesures de 1838, vaut 16 000 pieds suisses soit 4,8 km. Les distances sont mesurées à partir de la tour de l'horloge de Berne, la Zytglogge[15].

### Espagne
- La legua ou lieue espagnole représentait à l'origine 3 milles  espagnols[16]. Ces unités pouvaient varier, dépendant de la définition locale du pie, le pied espagnol, et aussi de la précision de la mesure ; la legua valait officiellement 4 180 mètres au moment de son abolition par Philippe II d'Espagne en 1568. Celle-ci demeure officieusement en usage par endroits en Amérique latine, où sa définition varie.[réf. nécessaire]
- La Legua nautica (lieue nautique ou lieue marine) : Entre 1400 et 1600, celle-ci valait 4 milles romains de 4 842 pieds, c'est-à-dire 19 368 pieds, (5 903 mètres ou 3,187 6 milles marins d'aujourd'hui). Le ratio de lieues nautiques par degré pouvait varier de 14 ¹⁄₆ à 16 ²⁄₃; en pratique, la longueur d'une lieue marine variait de 25 733 pieds (7 843 mètres ou 4,235 milles marins) à 21 874 pieds (6 667 mètres ou 3,6 milles marins)[16].

## Autres valeurs de la lieue
Dans les pays anglo-saxons, la lieue (English land league) est définie comme valant 3 milles impériaux soit exactement 4,828 032 km. Avant la révolution, cette lieue était utilisée dans la province de Bretagne.
Il existe aussi une lieue carrée, unité de mesure de superficie. Elle est mentionnée dans les écrits de Voltaire.

## Utilisation dans la littérature
- Jules Verne a titré l'un de ses plus célèbres romans Vingt Mille Lieues sous les mers ;
- François Rabelais explique – cocassement – dans Pantagruel pourquoi les lieues sont plus petites en France qu'ailleurs, mais s'étendent à mesure que l'on s'éloigne de Paris.
- Dans les contes de fées, les bottes de sept lieues sont des bottes magiques qui s’adaptent à la taille de celui qui les chausse et permettent de parcourir sept lieues en une seule enjambée.

## Lieue marine
Une lieue marine vaut 3 milles marins, ou 1/20e de degré de latitude soit 5 555,55 m. En vigueur actuellement, cette unité reste peu utilisée.